# Kerodon acrobata
Kerodon acrobata  — вид гризунів родини кавієві, що зустрічається в Бразилії, на північному сході штату Гояс і, можливо, в сусідньому штаті Токантінс. Можливо цей гризун пов'язаний із сухими лісами з вапняковою основою. Обмежений бразильським Серрадо. Деякі екземпляри були зібрані зі скелястих місць проживання, де вони жили в ущелинах. Цей вид вегетаріанець, що годується в першу чергу кактусами, маніоком та листям. Видова назва, acrobata, була надана у зв'язку з його здатністю підніматися на високі кущі і стрибати з гілки на гілку, а також за високу активність цього гризуна в неволі.